# Asociación Amateurs Rosarina de Football
La Asociación Amateurs Rosarina de Football fue una institución de fútbol de la ciudad de Rosario disidente a la Liga Rosarina. Esta nueva Asociación fue creada en agosto de 1920, y disuelta a comienzos de 1922.
La Asociación Amateurs Rosarina estaba directamente afiliada a la Asociación Amateurs Argentina de Football, y es por ello que la Asociación del fútbol argentino (ente madre del fútbol de aquel país) la reconoce como oficial.
Los equipos rosarinos de la Asociación fueron invitados a participar de la Copa de Competencia que se organizó en 1920 (ganada por Rosario Central), además de participar de distintos certámenes de selecciones interprovinciales.

## Historia
Tal como había sucedido en 1912, los problemas con la cúpula directiva de la Liga Rosarina de Fútbol volvieron a suceder a mediados de 1920. El 1 de julio se desafilió Rosario Central, ya con el campeonato de Liga empezado con 8 fechas disputadas. El club decano se alejaba tal como lo había hecho en 1912 para -en aquella oportunidad- fundar la Federación Rosarina de Football. Los auriazules se retiraron siguiendo los pasos de Gimnasia y Esgrima, que poco antes del inicio del torneo había renunciado a la Liga. Ese año, el 20 de septiembre, también renunció a la Liga el Club Nacional, actualmente llamado Argentino de Rosario. Gimnasia no participó del flamante torneo de 1920 de la Asociación Amateurs Rosarina, pero sí lo hicieron Central y Nacional. A estos 2 clubes, se unieron también Riberas del Paraná, Almonacid y Compañía General Buenos Aires. Así, el torneo de 1920 de la Asociación Amateurs rosarina comenzó a principios de octubre, con solo cinco equipos participantes. El campeón fue Rosario Central. En octubre, la Asociación disputó la edición inaugural del Campeonato Argentino, alcanzando el subcampeonato.
En 1921 los clubes Gimnasia, Sparta, Instituto Tráfico y Ferro Carril Santa Fe se unieron a la Asociación Amateurs, mientras que Nacional, Almonacid, Compañía General Bs. As. y Riberas del Paraná renunciaron y regresaron a la Liga Rosarina. Así, llegaron cuatro nuevos equipos y se fueron otros cuatro, por lo que el número de participantes siguió siendo de cinco. El campeón fue nuevamente Rosario Central.
En enero de 1922, Alejandro Berrutti fue declarado como nuevo presidente de la Liga Rosarina. Apenas tomó el cargo, Berrutti intentó denodadamente unificar al fútbol rosarino, y su intento dio resultado. Finalmente se llegó a un acuerdo con los clubes disidentes, y tanto Rosario Central, como Gimnasia y Esgrima de Rosario y Sparta volvieron a re-inscribirse en la Liga Rosarina de Football, por lo que automáticamente se disolvió la Asociación Amateurs.

## Campeones
- 1920: Rosario Central[6]
- 1921: Rosario Central